# 3747 км
3747 км — упразднённый разъезд (населённый пункт) в Кемеровской области России. Входил в Сусловскую сельскую территорию Мариинского района в рамках административно-территориального устройства и в Мариинский муниципальный округ в рамках организации местного самоуправления. Исключен из учётных данных в 2025 году.

## География
Центральная часть населённого пункта расположена на высоте 234 метров над уровнем моря.

## История
С 2004 до 2021 года входил в Сусловское сельское поселение Мариинского района.

## Население
| 2010 |
| ---- |
| 0    |

По данным Всероссийской переписи населения 2010 года, постоянное население в разъезде 3747 км не числилось.